# Иванов, Андрей Андреевич (актёр)
Андре́й Андре́евич Ивано́в (также известен под псевдонимами Андрей Борисов, GAN_13_) (род. 13 мая 1990, Витебск, Белорусская ССР, СССР) — российский блогер и актёр.

## Биография
Родился 13 мая 1990 года в городе Витебск. Его отец работал клоуном (умер в 1993 году). Есть старший брат Василий. В 1990-е годы вместе с матерью переехал в Москву, где в 2005 году после окончания школы поступил в колледж художественных ремесел № 59 на специальность краснодеревщик-столяр, затем перешёл на специальность художник декоративно-прикладного искусства. В 2010 поступил в Государственное училище циркового и эстрадного искусства на эстрадное отделение, но через год ушёл оттуда.
В 2011 году поступил на актёрский факультет во Всероссийский государственный институт кинематографии имени С. А. Герасимова на курс Владимира Петровича Фокина. Окончил его в 2015 году.

## Карьера
С 2013 по 2014 год играл в Театре наций роль стриптизёра и главаря банды в спектакле «Жанна».
В 2014 году снялся в короткометражном фильме «Наследство» вместе с Вениамином Смеховым.
Лауреат третьей премии конкурса чтецов имени Я. М. Смоленского (2014).
С 2014 года является актёром театра «Et cetera». С 2015 года играет роль Николая Чехова в спектакле «Ваш Чехов».
В июле 2016 года стал блогером, открыв страницу в Instagram. В настоящее время[какое?] количество его подписчиков превысило 4,4 миллиона по основному профилю и 750 тысяч по дополнительному.
28 августа 2016 года открыл канал на Youtube. В конце 2017 года начал снимать совместные вайны с актрисой Лилией Абрамовой, которая играла роль его матери. Также в их видеороликах периодически появлялись Марина Федункив (тётя Марина), Ольга Антипова (бабушка), Екатерина Иванчикова (педагог по вокалу), Дима Билан (бывший парень Светы, новый парень Кристины Golden Butterfly). По состоянию на июнь 2022 года аудитория канала превышает 4 миллиона подписчиков.
В 2017 году снялся в клипе певицы Эммы М «Beautiful Life».
Был приглашённым участником различных телешоу, среди которых «Пусть говорят» и «Видели видео?» на «Первом канале», «Маленькая пятница» на телеканале «Юмор Box» и других.
Был номинирован на премию «Леди Mail.Ru» «Лучшие блогеры 2017 по версии читателей» в категории «Истина в вайне». В 2017 году получил премию «Блогер года» по версии клуба ICON. В 2018 году был удостоен премии «NeForum Awards» в категории «Лучший юмористический образ в Instagram».
В мае 2019 года принял участие в проекте Леди Mail.ru «Письма с фронта».

## Театральные работы
Театр наций
- 2013—2014 — «Жанна» — главарь банды

Театр «Et cetera»
- 2015—2019 — «Ваш Чехов» — Николай Чехов

## Фильмография
- 2014 — Тёмный мир: Равновесие — химик Ираклий (1 эпизод)
- 2014 — Слепая — сантехник Коля (1 сезон, 27 серия)
- 2014 — Наследство (короткометражный)
- 2021 — Честный развод — депутат гордумы Николай Петрович Суслов
- 2021 — Полицейский с YouТюба — MC Задира
- 2023 — КГБ (Кристина Голден Батерфляй) — Кристина
- 2024 — Молот ведьм — Марк